# Topònims dels Masos de la Coma
Llistat de topònims del territori de l'antiga caseria dels Masos de la Coma, de l'antic terme municipal d'Hortoneda de la Conca, actualment integrat en el de Conca de Dalt, del Pallars Jussà, presents a la Viquipèdia.

## Bordes
| - Borda d'Aubarell - Borda del Gorret | - Borda d'Isabel - Borda de Maladent | - Borda del Músic - Borda del Querolar | - Borda de Savoia - Borda de Senllí |

## Pallisses
- Pallissa Maladent
- Pallissa Senllí

## Geografia

### Canals
| - Canal de la Basseta - Canal del Clotet - Canal del Conc - Canal de la Creueta | - Canal de l'Esparra - Canal de la Llenasca - Canal del Músic | - Canal del Peter - Canal del Pou de Gel - Canal del Roure | - Canal de la Torreta - Canal dels Traginers - La Canalada |

### Cavitats
- Cova dels Llops

### Cingleres
- Escards de la Font del Comí
- Feixancs de la Torreta

### Clots
| - Clot de la Basseta | - Clot dels Canemassos | - Clot de la Ginebrosa | - Clot del Miqueló |

### Collades
- Coll de Cap de Dalt
- Coll de la Creueta de Boumort

### Comes
- Coma de les Ordigues
- Coma d'Orient

### Corrents d'aigua
- Barranc de la Coma d'Orient
- Llau de la Ginebrosa

### Diversos
| - La Basseta - Boïgot del Músic - Los Canemassos | - La Creueta - Les Emprius - Era de Tardà | - La Ginebrosa - Les Maleses] - Lo Peu de l'Obaga | - Lo Pi Sec - La Torreta |

### Entitats de població
- Els Masos de la Coma

### Feixancs
- Feixancs de la Torreta

### Muntanyes
| - Cap de Boumort - Tossal de Caners | - Tossal Negre - Roc dels Quatre Alcaldes | - Cap del Solà de la Coma d'Orient | - La Torreta |

### Obagues
| - Obaga de la Coma | - Obaga de la Font del Comí | - Les Obaguetes | - Obaga de la Torreta |

### Parcs naturals
- Reserva Nacional de Caça de Boumort

### Partides rurals
| - Serra de Boumort - La Canalada | - Coma d'Orient - Borda del Gorret | - Trossos de l'Obaga | - Sant Andreu |

### Pletes
| - Pletiu de Cap de la Canal - Pletius de la Creueta | - Pletiu Gras | - Pletiu del Querolar | - Pletiu de Rocavolter |

### Prats
- Prat Montaner
- Prat d'Orient

### Roques
| - Roc de la Cova dels Llops | - Roc del Miqueló | - Roques de Sant Andreu |  |

### Serres
| - Serra de Boumort - Serra de Cuberes | - Serra de Palles - Serrat de la Capella | - Serrat de la Pera | - Serrat de la Torreta |

### Solanes
- Solà de la Coma d'Orient
- Solana de la Font del Comí

### Vies de comunicació
| - Camí de la Basseta - Camins de Boumort - Camí dels Canemassos | - Camí de Cuberes a la Coma d'Orient - Camí de les Escales a la Basseta - Camí del Pi Sec | - Camí de la Solana de Palles - Camí de Taús - Pista de Boumort | - Pista d'Hortoneda - Pista dels Masos de la Coma - Pista de Prat Montaner |